# الحراوص (السدة)

تعديل مصدري - تعديل

الحراوص محلة تابعة لقرية الواطية، التابعة لعزلة بني الحارث بمديرية السدة إحدى مديريات محافظة إب في الجمهورية اليمنية، بلغ تعداد سكانها 25 حسب تعداد اليمن لعام 2004.